# Leah Jeffries

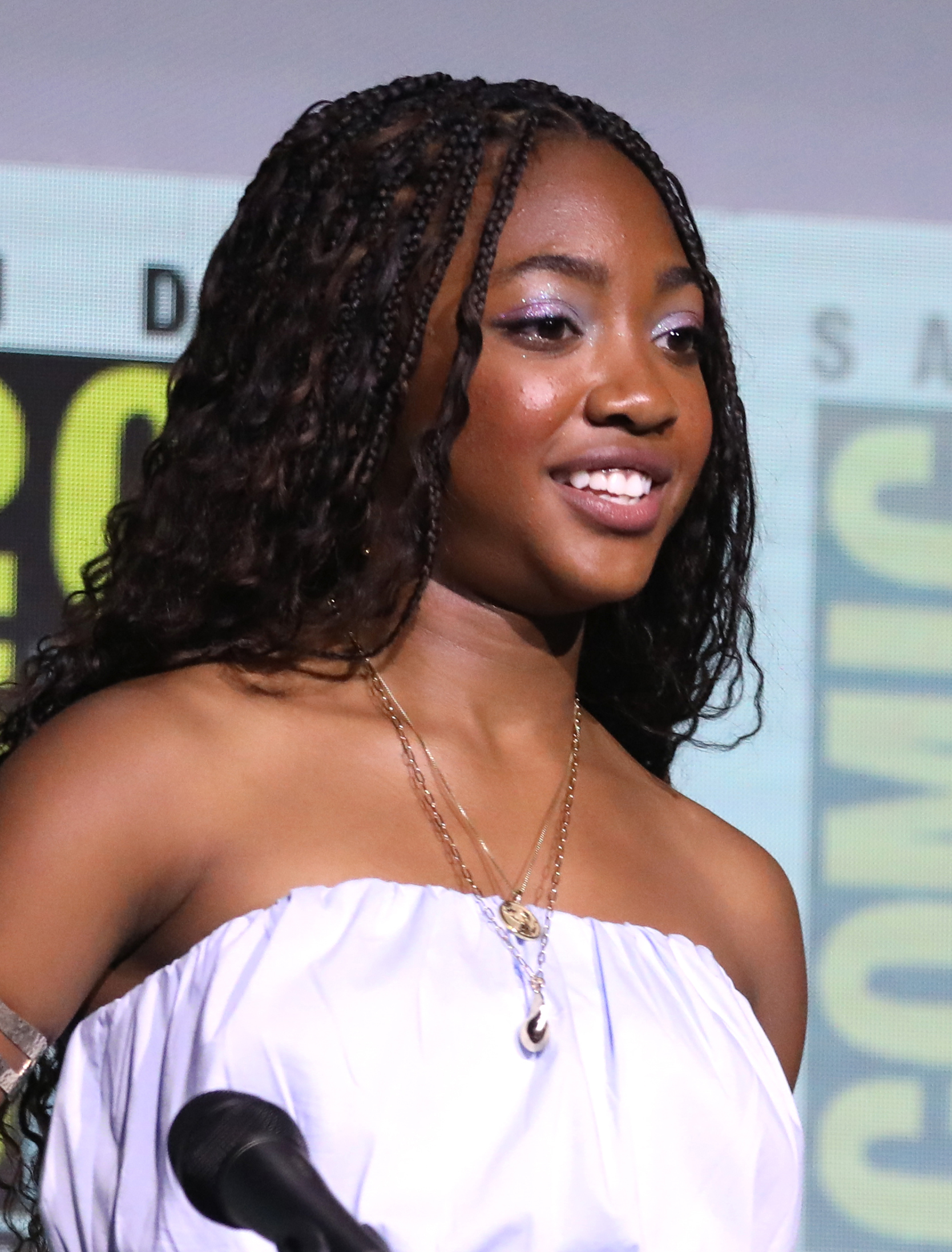
Leah Jeffries, 2024

Leah Sava Jeffries (* 25. September 2009 in Detroit, Michigan) ist eine US-amerikanische Schauspielerin.

## Leben
Leah Jeffries wurde in Detroit als Tochter von Leah und Floyd S. Jeffries Jr geboren. Sie hat einen älteren Bruder, Floyd Jeffries, der ebenfalls Schauspieler und Model ist. Schon als Kind modelte Jeffries für Kinderprodukte für Carol’s Daughter. Ihr Schauspieldebüt gab sie im Alter von fünf Jahren als Lola Lyon in der Fernsehserie Empire. Nach einer weiteren wiederkehrenden Nebenrolle in der Fernsehserie Rel, wurden 2022 die Filme Beast – Jäger ohne Gnade, in dem Jeffries Norah Samuels spielte, und Weihnachtsgeschenke von Tiffany, in dem Jeffries als Daisy Greene zu sehen war, veröffentlicht.
Bereits im Mai 2022 wurde Jeffries für die Rolle der Annabeth Chase in der Serienadaption zu Rick Riordans Fantasybuchreihe Percy Jackson gecastet. Unmittelbar nach dieser Ankündigung wurde damit begonnen, Jeffries im Internet zu belästigen, da sie Afroamerikanerin ist, während die Figur der Annabeth Chase in der Buchreihe als Weiße dargestellt wird. Sowohl Rick Riordan als auch Alexandra Daddario, Darstellerin der Annabeth Chase in den beiden vorherigen Filmen, verurteilten die Reaktionen gegen Jeffries und bekräftigten ihre Unterstützung für sie.
Jeffries lebt in Los Angeles.

## Filmografie (Auswahl)
- 2015–2016: Empire (Fernsehserie, 6 Episoden)
- 2018: Faith Under Fire (Fernsehfilm)
- 2018–2019: Rel (Fernsehserie, 11 Episoden)
- 2019: PawParazzi
- 2022: Beast – Jäger ohne Gnade (Beast)
- 2022: Weihnachtsgeschenke von Tiffany (Something from Tiffany’s)
- seit 2023: Percy Jackson: Die Serie (Percy Jackson and the Olympians, Fernsehserie)

## Preise und Nominierungen
| Jahr | Preis             | Kategorie                                                                                | Titel                    | Resultat | Beleg        |
| ---- | ----------------- | ---------------------------------------------------------------------------------------- | ------------------------ | -------- | ------------ |
| 2024 | NAACP Image Award | Outstanding Performance by a Youth (Series, Special, Television Movie or Limited-series) | Percy Jackson: Die Serie | Gewonnen | [ 9 ] [ 10 ] |